# George Daniels (lekkoatleta)
George Kofi Daniels (ur. 8 marca 1950, zm. 13 sierpnia 2005 w Cape Coast) – ghański lekkoatleta, sprinter, trzykrotny medalista igrzysk Brytyjskiej Wspólnoty Narodów, olimpijczyk.

## Kariera sportowa
Zdobył srebrny medal w sztafecie 4 × 100 metrów (w składzie: Michael Ahey, James Addy, Edward Owusu i Daniels), a także zajął 5. miejsce w biegu na 100 metrów i 6. miejsce w biegu na 200 metrów na igrzyskach Brytyjskiej Wspólnoty Narodów w 1970 w Edynburgu. Odpadł w półfinale sztafety 4 × 100 metrów, ćwierćfinale biegu na 200 metrów oraz eliminacjach biegu na 100 metrów na igrzyskach olimpijskich w 1972 w Monachium.
Zdobył srebrny medal w biegu na 200  metrów na igrzyskach afrykańskich w 1973 w Lagos, przegrywając tylko ze swym kolegą z reprezentacji Ghany Ohene Karikari. Na igrzyskach Brytyjskiej Wspólnoty Narodów w 1974 w Christchurch zdobył srebrne medale w biegu na 200 metrów (przegrywając z Donem Quarrie z Jamajki, a wyprzedzając Bevana Smitha z Nowej Zelandii) oraz w sztafecie 4 × 100 metrów (w składzie: Albert Lomotey, Karikari, Kofi Okyir i Daniels), a także zajął 4. miejsce w biegu na 100 metrów.

## Rekordy życiowe
Rekordy życiowe Danielsa:
- bieg na 100 metrów – 10,38 s (25 stycznia 1974, Christchurch)
- bieg na 200 metrów – 20,6 s (15 maja 1971, Boulder)